# 撫州
撫州（ぶしゅう）は、中国にかつて存在した州。隋代から元初にかけて、現在の江西省撫州市一帯に設置された。

## 魏晋南北朝時代
三国時代、呉により設置された臨川郡を前身とする。

## 隋代
589年（開皇9年）、隋が南朝陳を滅ぼすと、臨川郡は廃止されて撫州が置かれた。607年（大業3年）に州が廃止されて郡が置かれると、撫州は臨川郡と改称され、下部に4県を管轄した。隋代の行政区分に関しては下表を参照。
| 隋代の行政区画変遷 | 隋代の行政区画変遷                                             | 隋代の行政区画変遷                 | 隋代の行政区画変遷   | 隋代の行政区画変遷 | 隋代の行政区画変遷          |
| 区分               | 開皇元年                                                       | 開皇元年                           | 開皇元年             | 区分               | 大業3年                     |
| ------------------ | -------------------------------------------------------------- | ---------------------------------- | -------------------- | ------------------ | --------------------------- |
| 州                 | 江州                                                           | 江州                               | 豊州                 | 郡                 | 臨川郡                      |
| 郡                 | 臨川郡                                                         | 巴山郡                             | 建安郡               | 県                 | 臨川県 南城県 邵武県 崇仁県 |
| 県                 | 臨汝県 西豊県 定川県 南城県 東興県 永城県 南豊県 宜黄県 安浦県 | 巴山県 新建県 新安県 興平県 西寧県 | 邵武県 将楽県 綏城県 | 県                 | 臨川県 南城県 邵武県 崇仁県 |

## 唐代
622年（武徳5年）、唐が林士弘を平定すると、臨川郡は撫州と改められた。742年（天宝元年）、撫州は臨川郡と改称された。758年（乾元元年）、臨川郡は撫州の称にもどされた。撫州は江南西道に属し、臨川・南城・崇仁・南豊の4県を管轄した。

## 宋代
宋のとき、撫州は江南西路に属し、臨川・崇仁・宜黄・金渓・楽安の5県を管轄した。

## 元代
1277年（至元14年）、元により撫州は撫州路総管府と改められた。撫州路は江西等処行中書省に属し、録事司と臨川・崇仁・金渓・宜黄・楽安の5県を管轄した。1362年、朱元璋により撫州路は撫州府と改められた。

## 明代以降
明のとき、撫州府は江西省に属し、臨川・崇仁・金渓・宜黄・楽安・東郷の6県を管轄した。
清のとき、撫州府は江西省に属し、臨川・崇仁・金渓・宜黄・楽安・東郷の6県を管轄した。
1913年、中華民国により撫州府は廃止された。